# Biswamoyopterus gaoligongensis
Biswamoyopterus gaoligongensis — вид гризунів родини вивіркових (Sciuridae). Описаний у 2019 році.

## Поширення
Ендемік Південно-Західного Китаю. Описаний із двох зразків, виявлених у 2017 та 2018 роках, в околицях гори Гаолігун у провінції Юньнань. Цей вид також сфотографували у 2019 році у двох різних місцевостях на східному та західному схилах гори Гаолігун. Мешкає у вічнозеленому широколистяному лісі на висоті понад 600 м над рівнем моря.

## Опис
Відносно велика літяга. Тіло завдовжки 44,0 см, хвіст — 52 см. Вага близько 1,4 кг. Як і всі літяги, тварина має добре розвинену шкіряну мембрану (патагіум) між передніми та задніми кінцівками та хвостом. На хвості перетинка досягає третини довжини. Спина червонувато-коричнева з дрібними білими цятками. Голова, плечі, хвіст, кінцівки такого ж забарвлення, але без цяток. Нижня частина жовтувато-біла. На ній чітко контрастує темно-коричнева мошонка.